# Victor Franz Hess
Victor Franz Hess (Waldstein, Ducado de Estiria, 24 de junio de 1883 - Mount Vernon, Nueva York, 17 de diciembre de 1964) fue un físico austriaco, premio Nobel de Física en 1936 por sus estudios sobre los rayos cósmicos.
Su revolucionario descubrimiento de los rayos cósmicos, es una revelación que cambiaría significativamente el campo de la astrofísica moderna. La curiosidad intelectual y la pasión por la ciencia de Hess lo llevaron a estudiar física en la Universidad de Graz. Al principio de su carrera, trabajó en diversos proyectos experimentales, pero fue su investigación sobre la naturaleza de la radiación ionizante lo que finalmente definiría su legado.
A comienzos del siglo XX, la comprensión científica de la radiación estaba en rápida evolución, con físicos como Wilhelm Roentgen y Marie Curie realizando avances monumentales en el estudio de los rayos X y la radiactividad. Sin embargo, persistía un misterio clave: el origen de ciertas formas de radiación que parecían penetrar la atmósfera de la Tierra. En 1912, mientras trabajaba en la Universidad de Viena, Hess emprendió una serie de experimentos con globos aerostáticos para medir la intensidad de la radiación a diferentes altitudes. Sus resultados fueron nada menos que revolucionarios: Hess descubrió que los niveles de radiación aumentaban con la altitud, lo que sugería que la radiación provenía de más allá de la superficie terrestre y no de fuentes terrestres.
Este descubrimiento, que publicó en 1913, fue un gran avance en la comprensión de los orígenes de las partículas de alta energía. El trabajo de Hess proporcionó la primera evidencia de los rayos cósmicos, un fenómeno que ahora se entiende como partículas de alta energía originadas fuera del sistema solar. Sus contribuciones a la ciencia le valieron el Premio Nobel de Física en 1936, junto con Carl D. Anderson, quien había hecho contribuciones independientes al estudio de la radiación cósmica. La investigación de Hess sentó las bases de gran parte del trabajo posterior en astrofísica y cosmología, influyendo en el estudio de partículas de alta energía y la estructura del universo durante décadas.

## Biografía
Victor Franz Hess nació en el Castillo Waldstein, cerca de Peggau, en Estiria, Austria. Su padre, Vinzens Hess, era capataz del servicio del Príncipe de Öttingen-Wallerstein. Estudió en el Gymnasium de Graz (1893-1901) y sus estudios superiores los realizó en la Universidad de Graz (1901-1905), donde también se graduó como doctor en 1910. Inició su andadura profesional con una estancia en el Instituto Físico de Viena, donde el profesor Egon Schweidler le introdujo en el campo de la radiactividad. Durante la década de 1910 fue ayudante de Stephan Meyer en el Instituto de Investigación del Radio, de la Academia Vienesa de Ciencias. En el año 1920, se convirtió en Profesor Extraordinario de Física Experimental en la Universidad de Graz. Hess obtuvo entre 1921 y 1923 un permiso para trabajar en los Estados Unidos, donde se afianzó como director del laboratorio de investigación (creado por él mismo) de la Corporación de Radio estadounidense, en Orange (Nueva Jersey), y como físico consultor para el Departamento de Asuntos Interiores estadounidense (Oficina de Minas), en Washington D.C. En 1923 volvió a la Universidad de Graz y en 1925 fue designado profesor ordinario de física experimental, hasta que en 1931 fue nombrado profesor en la Universidad de Innsbruck y director del Instituto de Radiología, recién fundado. Hess inauguró la estación para observar y estudiar rayos cósmicos en la montaña Hafelekar, cerca de Innsbruck. En 1938 se trasladó a los Estados Unidos donde fue profesor de Física en la Universidad de Fordham, obteniendo la nacionalidad estadounidense en 1944; vivió en Nueva York hasta su muerte.

## Investigaciones científicas
Entre 1911 y 1913, Hess emprendió el trabajo sobre los rayos cósmicos.  Durante muchos años, los científicos habían estado desconcertados por los niveles de radiación ionizante medidos en la atmósfera. En aquella época se suponía que la radiación disminuía a medida que aumentaba la distancia a la Tierra, la supuesta fuente de la radiación. Los electroscopios utilizados anteriormente daban una medida aproximada de la radiación, pero indicaban que a mayor altitud en la atmósfera el nivel de radiación podría ser en realidad más alto que en el suelo.
Durante su estancia en Innsbruck, dirigió el Instituto de Investigaciones de la Radiación y en 1931 creó un observatorio de rayos cósmicos en el Hafelekar, en los Alpes tiroleses. De sus observaciones, introduciendo aparatos de medida en globos sonda, dedujo que la intensidad de los rayos cósmicos aumenta con la altitud, que su número varía con la latitud y que son un 1,5% más intensos durante el día que por la noche. También estudió la radiactividad terrestre, así como la conductividad eléctrica y el equilibrio de ionización de la atmósfera.
Hess abordó esta cuestión primero aumentando considerablemente la precisión del equipo de medición, y luego llevando personalmente el equipo a las alturas en un globo. Durante los años 1911-1912 midió sistemáticamente la radiación a altitudes de hasta 5,3 kilómetros. Los atrevidos vuelos se realizaron tanto de día como de noche, con un riesgo considerable para él mismo.
El resultado del meticuloso trabajo de Hess se publicó en las Actas de la Academia de Ciencias de Viena, y demostró que el nivel de radiación disminuía hasta una altitud de aproximadamente 1 kilómetro, pero por encima de ella el nivel aumentaba considerablemente, siendo la radiación detectada a 5 kilómetros, aproximadamente el doble que a nivel del mar. Su conclusión fue que había radiación que penetraba en la atmósfera desde el espacio exterior, y su descubrimiento fue confirmado por Robert Andrews Millikan en 1925, que dio a la radiación el nombre de "rayos cósmicos". El descubrimiento de Hess abrió la puerta a muchos nuevos descubrimientos en física de partículas y nuclear. En particular, tanto el positrón como el muon fueron descubiertos por primera vez en los rayos cósmicos por Carl David Anderson. Hess y Anderson compartieron el Premio Nobel de Física de 1936. 

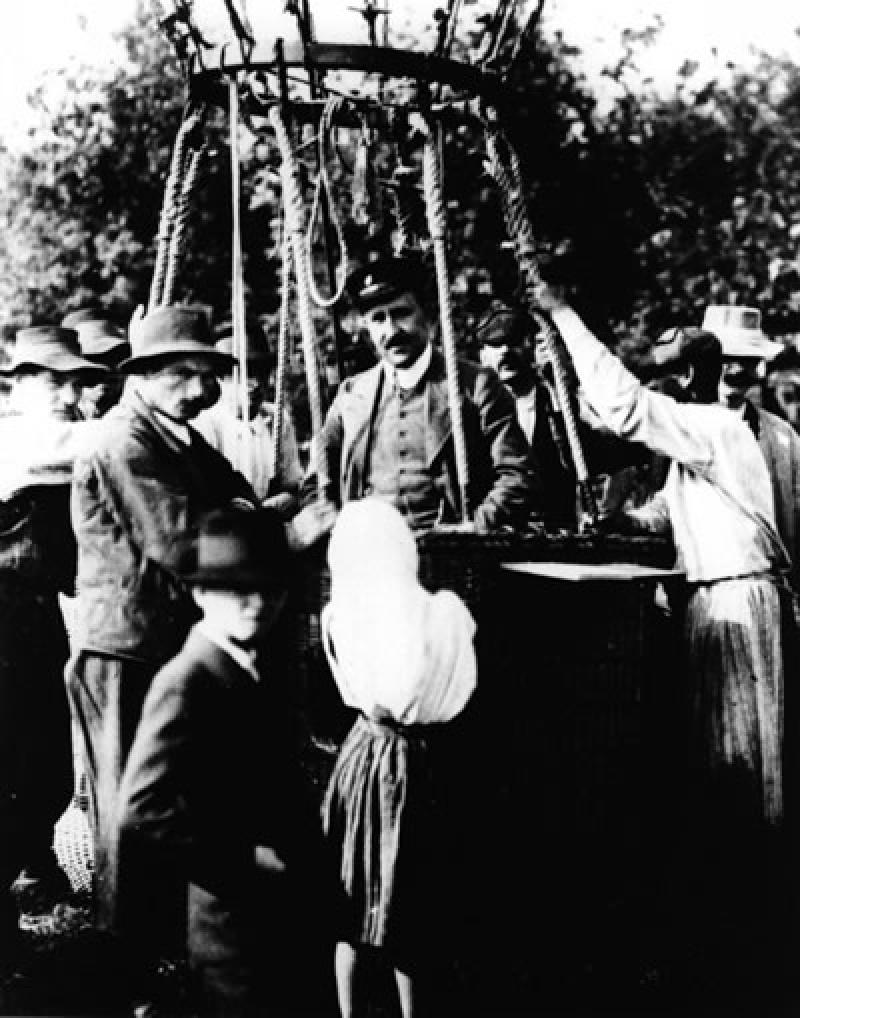
Hess (centro) trabajando.

### Dispositivo experimental
El dispositivo empleado por Victor Hess para medir la radiación cósmica en sus famosos experimentos a principios del siglo XX fue un electrómetro de ionización. Este dispositivo estaba diseñado para detectar la presencia de partículas cargadas, como los rayos cósmicos, que llegaron a la Tierra desde el espacio exterior.
El electrómetro de ionización que Hess utilizó era un aparato muy sensible capaz de medir la ionización del aire, lo cual ocurría cuando las partículas de alta energía (rayos cósmicos) interactuaban con las moléculas del aire.
Funcionamiento

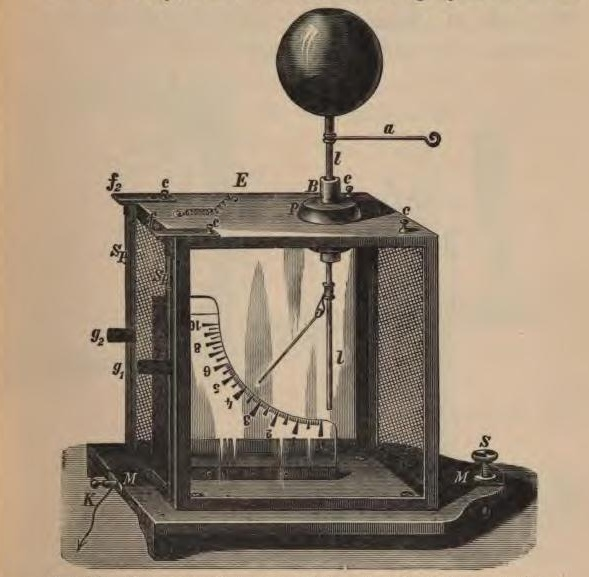
Electrómetro Kolbe.

El aparato contenía un gas (generalmente aire) dentro de una caja metálica. Cuando las partículas cargadas (rayos cósmicos) pasaban a través del aire, ionizaban las moléculas de gas. Este proceso de ionización generaba electrones libres que modificaban la conductividad del aire.
A medida que las partículas cargadas ionizaban más el gas, el electroscopio detectaba un cambio en la acumulación de carga, lo que indicaba la presencia de radiación.
Este tipo de dispositivo era extremadamente sensible a las partículas cargadas. Las partículas de alta energía, como los rayos cósmicos, tenían suficiente poder para ionizar las moléculas del aire, lo que generaba una señal detectable por el electrómetro. La sensibilidad del dispositivo permitía detectar incluso las pequeñas cantidades de radiación cósmica que llegaban a la Tierra.
Montaje en globos de helio
Hess utilizó globos de helio para elevar el electroscopio a grandes altitudes. El propósito de esto era poder medir la radiación cósmica fuera de la atmósfera terrestre, donde la atmósfera no bloquea los rayos cósmicos.
De esta forma, Hess podía comparar las mediciones de radiación a nivel del suelo con las obtenidas a altitudes elevadas.

## Premios y galardones
En 1919 recibió el Premio Lieben por su descubrimiento de la ultrarradiación o radiación cósmica.
Además del Premio Nobel, que compartió con Carl David Anderson, en 1936, le concedieron el Premio Abbe Memorial y la Medalla Abbe del Instituto Carl Zeiss en Jena (1932); también fue miembro de la Academia de Ciencias en Viena. El descubrimiento de la radiación cósmica, trabajo que a Hess le proporcionó el Premio Nobel de Física, fue realizado durante los años 1911-1913, y publicado en los Procedimientos de la Academia Vienesa de Ciencias.

## Publicaciones
Publicó aproximadamente sesenta artículos y varios libros, de los que los más importantes son: 
- Die Wärmeproduktion Wärmeproduktion des Radiums (La producción de calor del radio), 1912;
- Konvektionserscheinungen in ionisierten Gasen - Ionenwind (fenómenos de convección en gases ionizados), 1919- 1920;
- La medida de rayos gamma, 1916 (con R.W. Lawson);
- El recuento de la emisión de partículas alfa del radio, 1918 (también con R. W. Lawson);
- Elektrische Leitfähigkeit der Atmosphäre und ihre Ursachen, 1926 (La conductividad eléctrica de la atmósfera y sus causas, 1928);
- Hess, Victor F. (1928). The Electrical Conductivity of the Atmosphere and Its Causes (en inglés). Constable & Company. OCLC 1900377.
- Ionenbilanz der Atmosphäre (El equilibrio de ionización de la atmósfera), 1933;
- Luftelektrizität (Electricidad del aire, con H. Benndorf), 1928;
- Lebensdauer der Ionen in der Atmosphäre (Vida media de los iones en la atmósfera), 1927-1928;
- Schwankungen der Intensität in den kosmischen Strahlen (Fluctuaciones de intensidad en rayos cósmicos), 1929-1936.

## Eponimia
- El cráter lunar Hess lleva este nombre en su memoria, honor compartido con el geólogo y marino estadounidense del mismo apellido Harry Hammond Hess (1906-1969).